# Bergamotte (Birne)

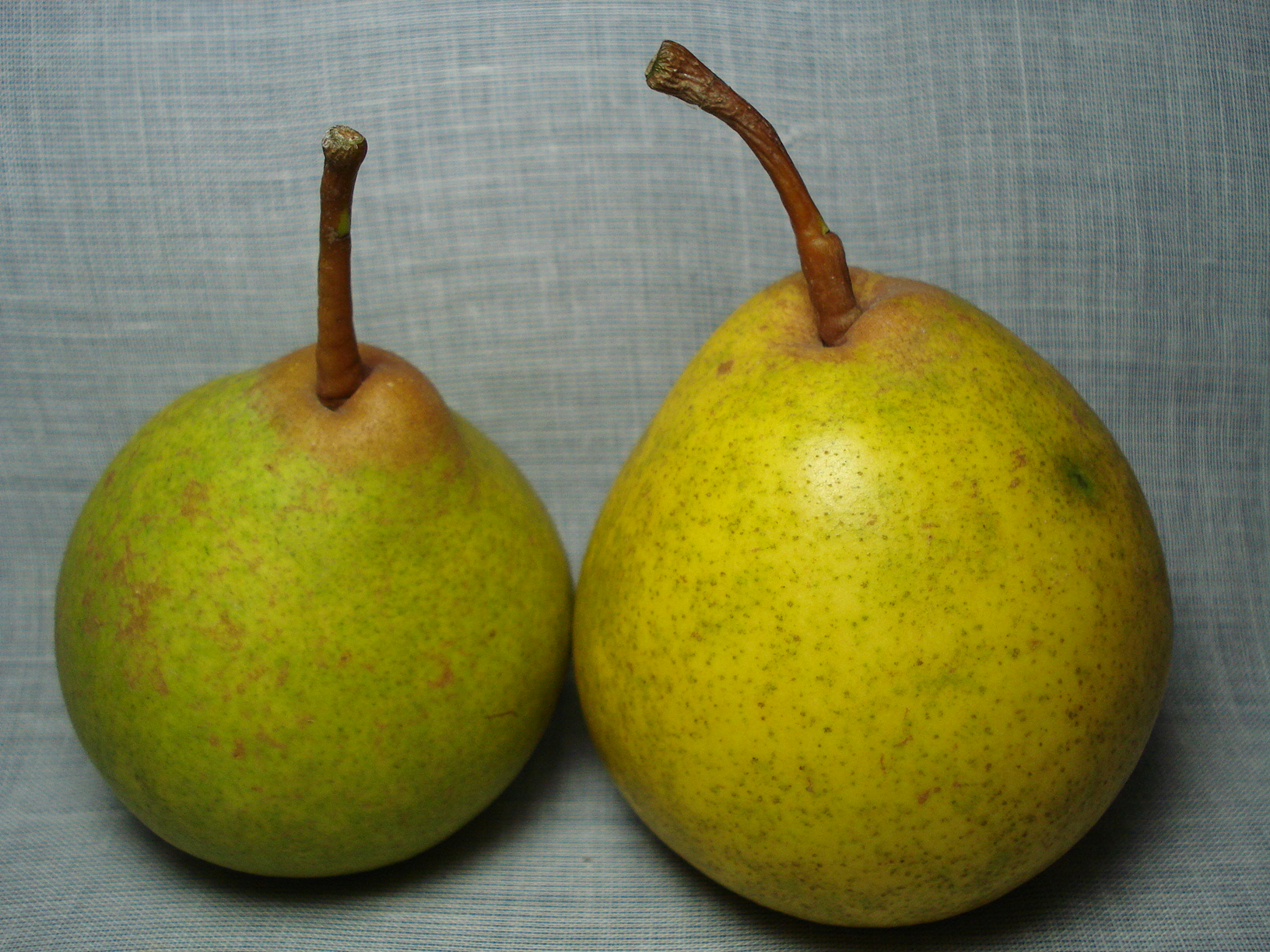
Deutsche Nationalbergamotte

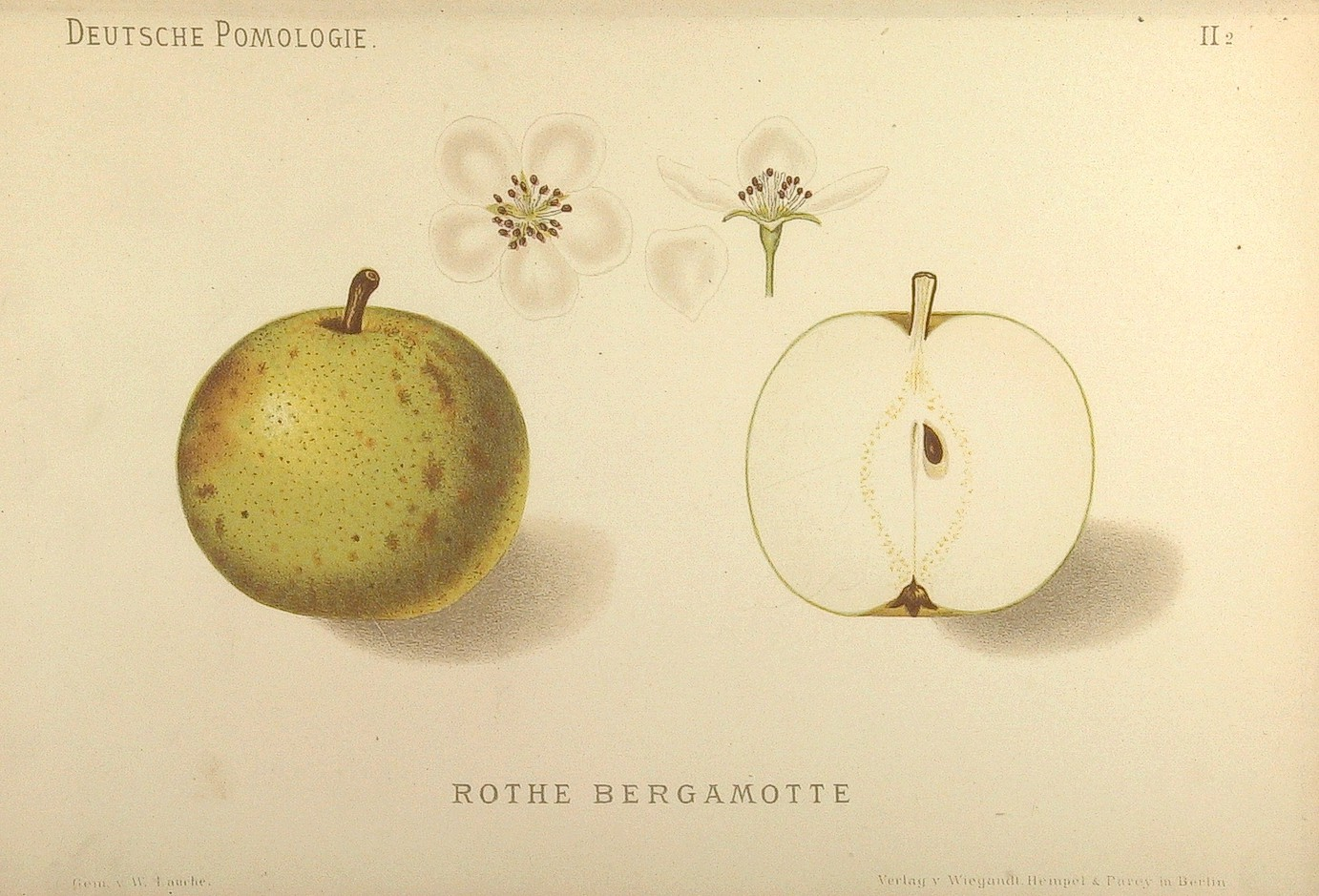
Rote Bergamotte

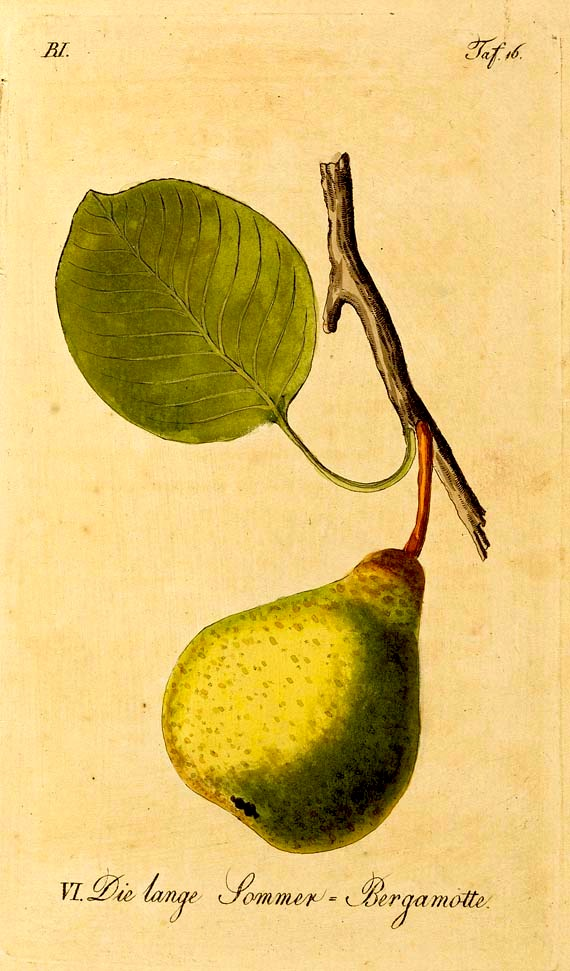
Lange Sommer-Bergamotte

Bergamotte bezeichnet eine Gruppe von rundlichen, meist sehr alten Birnensorten. Die äußere Erscheinungsform dieser Früchte erinnert oftmals mehr an Äpfel als an Birnen.
Das italienische Wort bergamotta bezeichnete eine Birnensorte, die aus der Türkei eingeführt wurde. Der Name soll auf das osmanisch-türkische beg armudı (heutiges Türkisch: bey armudu) zurückgehen, was „Herrenbirne“ oder „Prinzenbirne“ bedeutet, wobei die italienische Bezeichnung auch durch den Städtenamen Bergama für Pergamon beeinflusst sein könnte. Der Name der Frucht wird in vielen italienischen Dialekten in baca mortu umgewandelt, wobei das Verb bacare für beruhigen und mortu für den Toten steht. Neben der Gruppe der Bergamotte-Birnen-Sorten gibt es auch noch eine gleichnamige Gruppe von Zitrusfrüchten.
Vertreter der Bergamotte-Birnen sind unter anderem die Deutsche Nationalbergamotte, die Frühe Schweizerbergamotte, die Volltragende Bergamotte, die Rote Bergamotte, die Bergamotte von Parthenay, die Darmstädter Bergamotte, Donauers Bergamotte, die Fürstenzeller Winterbergamotte, Geerards Bergamotte, die Graue runde Winterbergamotte, die Große Sommerbergamotte, Mayers rote Bergamotte, die Osterbergamotte, Sagerets Bergamotte, die Lange Sommer-Bergamotte, die Lübecker Sommerbergamotte und viele andere.